# 10120 Ypres
A 10120 Ypres (ideiglenes jelöléssel 1992 YH2) a Naprendszer kisbolygóövében található aszteroida. Eric Walter Elst fedezte fel 1992. december 18-án.